# Bachos
Bachos ist eine französische Gemeinde mit 33 Einwohnern (Stand 1. Januar 2022) im Département Haute-Garonne in der Region Okzitanien (zuvor Midi-Pyrénées). Die Einwohner werden als Bachossois bezeichnet.

## Geographie
Umgeben wird Bachos von den sechs Nachbargemeinden: 
| Esbareich | Binos                                       | Signac    |
| Sost      | Kompassrose, die auf Nachbargemeinden zeigt | Burgalays |
|           | Guran                                       |           |

## Bevölkerungsentwicklung
| Jahr                       | 1962 | 1968 | 1975 | 1982 | 1990 | 1999 | 2004 | 2009 | 2017 | 2019 |
| -------------------------- | ---- | ---- | ---- | ---- | ---- | ---- | ---- | ---- | ---- | ---- |
| Einwohner                  | 58   | 51   | 48   | 39   | 45   | 38   | 32   | 27   | 38   | 35   |
| Quellen: Cassini und INSEE |      |      |      |      |      |      |      |      |      |      |

## Sehenswürdigkeiten
- Kirche St-Geniès, ursprünglich aus dem 12. Jahrhundert